# Свободная мысль (журнал)
«Свобо́дная мысль» — российский общественный журнал, посвящённый вопросам политики, экономики, истории и культуры. С декабря 2015 года входит в список ВАК, то есть является научным рецензируемым журналом.
Выходит 6 раз в год на русском языке. Учредитель — ООО «Политиздат».
Главный редактор журнала — экономист и политолог Михаил Делягин. В журнале публиковались Вальтраут Шелике, Андрей Коряковцев и др. 

## История
Журнал издаётся с 1991 года, создан на основе журнала «Коммунист», теоретического и политического орган журнала ЦК КПСС, преобразованного в независимое общественное издание и переименованного в «Свободную мысль».
27 апреля 2004 года в отеле «Арбат» в Москве состоялся творческий вечер, посвящённый 80-летию журнала «Большевик» — «Коммунист» — «Свободная мысль». Приветствия в адрес журнала направили академик РАН Е. М. Примаков, Союз журналистов России, журналы «Россия в глобальной политике», «Вестник РАН», «Русскій міръ», «Мир истории», «Мировая экономика и международные отношения», «Россия в современном мире», «Общественные науки и современность», газета «Красная звезда», Ассоциация исследователей российской истории XX века, Межрегиональная общественная организация «Гражданский форум».
В декабре 2015 года включен Высшей аттестационной комиссией (ВАК) при Министерстве образования и науки РФ в перечень рецензируемых научных изданий, в которых должны быть опубликованы основные результаты диссертаций на соискание ученых степеней кандидата и доктора наук по группам специальностей 08.00.00 Экономические науки и 23.00.00. Политология.

## Редакторы
- Наиль Биккенин (1991—2003)
- Владислав Иноземцев (2003—октябрь 2011)
- Михаил Делягин — с января 2012 года